# Nickelodeon (cinema)

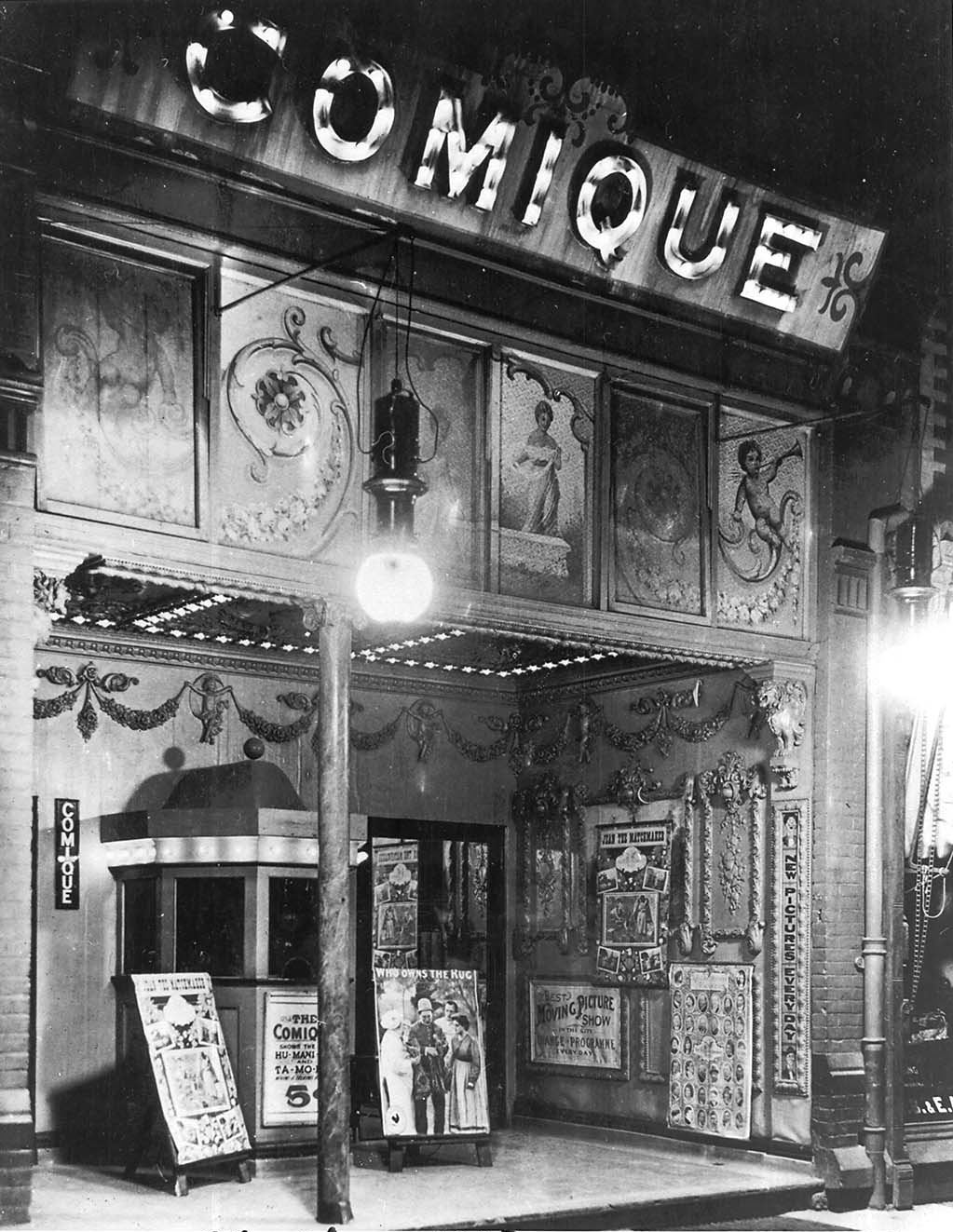
Un nickelodeon a Toronto, Canada, verso il 1910.

Il nickelodeon è la prima tipologia di spazio coperto dedicato esclusivamente alla proiezione di film per un pubblico pagante. Ha avuto diffusione nell'America del Nord a partire dal 1905-1906.

## Storia
Il nome deriva dall'unione della parola "odeon" (nome con cui nell'antica Grecia si designavano gli edifici destinati alle rappresentazioni musicali) con la parola "nickel", termine che designava la monetina da cinque centesimi di dollaro (nichelino), che serviva per pagarsi l'ingresso. Il primo nickelodeon nacque nel giugno del 1905 a Pittsburgh in Pennsylvania su iniziativa di Harry Davis e John P. Harris, in risposta alla crisi del cinema che, come fenomeno da baraccone, aveva iniziato a stancare gli spettatori. Il crollo dei prezzi (dai 20/25 centesimi negli Stati Uniti) ebbe come punto di arrivo i nickelodeon, dove il cinema, economico e divertente, divenne uno dei passatempi preferiti della classe lavoratrice delle metropoli, in particolare operai e immigrati. Il primo nickelodeon proiettava film in continuazione, e l'esperienza venne presto imitata da centinaia di sale e teatri.
I nickelodeon furono alla base del processo di costruzione della spettatorialità e, di conseguenza, del cinema classico come linguaggio e istituzione. A differenza del vaudeville, il nickelodeon si caratterizzò per l'eliminazione di tutte quelle attività correlative e alternative alla proiezione (letture, accompagnamenti musicali, lanterna magica ecc.), in favore di una fruizione più immersiva. Se nel cinema delle origini la proiezione del film era vissuta come una delle tante performance all'interno della serata di varietà, l'ambiente del nickelodeon, esplicitamente dedicato alla proiezione filmica, rappresentò un periodo di transizione verso il cinema classico. I film americani del periodo che va dal 1909 al 1916, infatti, si caratterizzarono per l'introduzione della "storia" e del narratore onnisciente; il progressivo aumento di inquadrature più ravvicinate; la centralità del personaggio/soggetto a fronte di una recitazione meno iperbolica e più "naturalistica". Le sale erano comunque dotate di un organetto o di un pianoforte, per accompagnare la visione dei film (il primo film sonoro risalirà al 1927).
Come nota Miriam Hansen, attraverso il processo di designazione del cinema come "lingua universale", i nickelodeon favorirono "l'ampliamento della base culturale del cinema, secondo i valori e le sensibilità della borghesia".
I nickelodeon iniziarono a decadere dal 1915, quando il film Nascita di una nazione di David Griffith impose la regola, divenuta poi canonica, di una durata di circa 1h e 30' o 2h (lungometraggio), richiedendo sale più confortevoli. Il prezzo del biglietto salì infatti a 10 centesimi.